# Judith Zeidler
Judith Zeidler, po mężu Ungemach (ur. 11 maja 1967 w Beeskow) – niemiecka wioślarka, dwukrotna medalistka olimpijska.
Urodziła się w NRD i do zjednoczenia Niemiec startowała w barwach tego kraju. Oba medale zdobyła jako członkini ósemki. W Seulu sięgnęła po złoto, cztery lata później – już jako reprezentantka zjednoczonych Niemiec – zajęła trzecie miejsce. Stawała na podium mistrzostw świata (złoto w dwójce bez sternika w 1989).
Jej mąż Matthias Ungemach także był wioślarzem, uczestnikiem igrzysk olimpijskich.